# 99% – občiansky hlas
Spravodlivosť (Eigenschreibweise: SPRAVODLIVOSŤ; deutsch: „Gerechtigkeit“) ist eine slowakische Kleinpartei. Sie entschied im Spätjahr 2011 unter dem Namen 99% – občiansky hlas (kurz 99%; deutsch „99 Prozent – Bürgerstimme“) sich zu Wahlen zu stellen. Im Mai 2023 erhielt sie ihren jetzigen Namen.

## Geschichte
Nachdem die für eine Parteiregistrierung notwendigen 10.000 Unterschriften gesammelt wurden, wurde die Partei unter dem Namen „99% – občiansky hlas“ am 6. Dezember 2011 in das Register politických strán a politických hnutí (deutsch: „Register politischer Parteien und politischer Bewegungen“) eingetragen. Der Name leitet sich von der Parole „We are the 99 percent“ der weltweiten Occupy-Bewegung ab. Im darauffolgenden Jahr trat die Partei bei der vorgezogenen Nationalratswahl 2012 an. Dort erreichte sie 1,58 % der Stimmen, womit sie deutlich die 5%-Hürde verpasste und somit keine Mandate im Nationalrat der Slowakischen Republik erhielt. Die Partei blieb danach zwar politisch aktiv, aber ist national betrachtet politisch bedeutungslos.
Am 29. Juli 2020 wurde Miroslava Šuttová die neue Vorsitzende der Partei. Unter ihr kam es im Jahr 2023 zur Umbenennung der Partei in „Spravodlivosť“ (Eigenschreibweise „SPRAVODLIVOSŤ“). Zudem wird die Partei bei der vorgezogenen Nationalratswahl 2023 mit einer eigenen Liste antreten. Als Spitzenkandidat der Partei fungiert Vladimír Chlebo. Insgesamt sind auf der Kandidatenliste der Partei nur 27 von möglichen 150 Plätzen besetzt.

## Positionen
99% kritisiert nach eigenen Wörtern die Korruption, Ausbeutung und falsche Prioritäten der Regierungen nach der Samtenen Revolution im Jahr 1989 und bezeichnet als Hauptprioritäten: Mindestlohnzuwachs, Lohngleichstellung der Geschlechter, Minderung der Steuern und Abgaben für Unter- und Mittelschicht sowie Schaffung von neuen Arbeitsplätzen auch außerhalb Bratislavas.